# 东北银行
东北银行，是中共政权为巩固东北根据地政权于1945年10月在沈阳成立的发钞银行。由辽宁省政府直接领导，亦属东北行政委员会。

## 历史
1945年8月，日本无条件投降，东北地区时局混乱。中国共产党随苏联军队进入东北。为控制当地金融市场，中共中央东北局决定成立东北银行。总行设于沈阳大西关的满洲中央银行旧址内。资本金为5亿元的物资，并以国库为担保。东北人民自治军后勤部部长的叶季壮任总经理，副经理王企之。下设17个分行，分别是：沈阳、吉林、长春、哈尔滨、营口、锦州、四平街、佳木斯、齐齐哈尔、安东、海拉尔、承德、牡丹江、开鲁、黑河、通化、延吉。初期业务为发行纸币、代理国库、存款和发放、内外兑汇。通汇银行主是中共在各解放区领导的银行。
11月8日，开始印发东北银行券，即东北银行地方流通券的前身。12日，在沈阳市开始营业。15日，辽宁省政府发布财字第2号公告，确定东北银行券为东北地方法币。11月20日东北银行总行“以国库为担保，发行东北地方法币，即东北银行壹元券、伍元券、拾元券三种钞票。”币值是1：10伪满币，流通于东北全境。1945年12月末东北银行撤离沈阳后，东北币即停止发行，总发行额为1900多万元。 
11月26日，由于苏联驻军要求，东北局率党政军机关、东北银行撤出沈阳。1946年1月到达通化。此后，中共军队陆续占领长春、哈尔滨、齐齐哈尔等城市，东北银行逐于4月30日迁至哈尔滨。期间，曾因战势紧张，迁到佳木斯。行址设于合江省银行所在。合江省银行并入，改称东北银行合江分行，另择他地营业。7月1日，开始在佳木斯营业。8月开始印制10元、100元的东北银行流通券。同年9月2日，正式回迁哈尔滨。时任总经理曹菊如。
1946年8月7日宣布停用“苏军军用票”百元券流通，只准小票继续流通。
1948年11月，解放军攻占沈阳，东北银行迁回沈阳。至中华人民共和国成立后的1950年3月，总计发行东北银行币18个，面值48种，4757亿元。中央政府政务院于1951年3月20日开始统一全国货币。东北银行于4月1日改组为中国人民银行东北区行。

## 东北各地分支机构
东北解放区在战争初期，尚未完全统一，在东北银行不能顾及的地区，解放区自设地方银行，独立发行货币。随着东北解放区的稳定和扩大，东北各地的省以下的地区银行逐渐以合并、撤消、搬迁等方式并入东北银行，使之成为东北地区的发钞行。
1946年2月，东北银行吉江分行开始发行东北银行地方流通券“吉江”，在东北新解放区流通，甚至包括了瑷珲；
东北银行辽东地方流通券，辽东币发行总额40726亿元。
东北银行辽西地方流通券，发行总额2832亿元。1946年3月“辽西通鲁地方流通券”发行2千余万元。
1946年5月21日，嫩江省民主政府召开政务会议，决定成立嫩江省银行，行长曹根全。下设嫩江、讷河、肇东3个办事处。发行嫩江省银行币10元、50元、100元纸币（嫩江券），共计6.93亿元。6月1日，嫩江省银行正式成立并对外开始办公，最初设有发行科、出纳科，后增加一个营业科和一个会计科。期间，分别建立了嫩江县、讷河县、肇东县三个办事处。1946年7月9日，嫩江省政府召开嫩江省行政委员会第一次行政委员会会议，会议决定设民政厅、财政厅、实业厅、教育厅、公安处、粮食总局、税务总局、银行。会后,嫩江省辖区内的东北银行吉江分行正式改为嫩江银行所属。1946年8月25日上午东北银行嫩江省分行举行开幕典礼后即开始营业，行址与嫩江省银行在同一栋楼内办公，即嫩江省银行在营业室东侧，东北银行嫩江省分行在西侧，这一时期两行各自独立承办业务。东北银行嫩江省分行建行初期，分行内部没有科、股组织，只有人员分工。此时，东北银行嫩江省分行在黑河市嫩江县(今嫩江市)、齐齐哈尔市讷河市、齐齐哈尔市拉哈镇都设有派出机构，同时下辖讷河东济号、拉哈东济号、嫩江东济号等附属企业。东北政委会第13次常委会于1947年1月召开会议，决定精简机构，合并黑龙江、嫩江两省政府为黑龙江嫩江联合省政府，由于毅夫任主席、杨英杰任副主席。随着黑嫩两省的合并，依据东北共同施政纲领关于调整地方金融的精神，中共西满分局随之作出《关于成立黑嫩省分行的决定》：一、前嫩江省银行与东北银行西满分行(指东北银行嫩江省分行)合并，成立东北银行黑嫩省分行，业经东北局批准；二、前嫩江省银行与东北银行嫩江省分行之工作人员，以及债权债务均由原行长核对无误后交黑嫩省分行接收；三、黑嫩省分行系统上属东北银行总行，工作则由分局财经会领导，在各专署设立支行，原东北银行黑龙江省分行改为北安支行；四、决定曹根全、王力新为黑嫩省分行正、副行长。东北银行黑嫩省分行组建后，行址仍设齐齐哈尔市，其内部机构设稽核、发行、营业三个科和一个秘书室。嫩江省银行在1947年 2月 28日宣布撤销。1947年3月，嫩江省与黑龙江省合并，嫩江省银行改为东北银行黑嫩分行。
1946年3月，吉林省银行发行“吉林银行币”。总发行19.46亿元。
1946年4月，吉东银行发行“吉东银行币”，总发行3100万元。
1945年12月牡丹江民主政府与商绅合资开办牡丹江实业银行，发现10元、50元、100元纸币（牡丹江实业银行币），总发行2.2亿元。1946年10月改为东北银行牡丹江支行。
1945年冬，合江省银行发行“合江地方经济建设流通券”，简称合江币，面额1角、5角、1元、10元。1946年6月东北银行合江分行开业。1946年11月停用。
1946年末，发行黑龙江省银行黑河地方流通券900万元。
1945年12月末成立宁安地方银行，发行宁安县地方银行币。1946年秋停止流通。
1945年12月克山县大众银行发行克山县流通券，累计590万元。
1946年初牡丹江实业银行东安分行发行东安地方流通券(东安票)。总发行1500万元。
1946年初，松江省贸易公司发行50元面额的“松江贸易公司流通券”。
依兰银行地方流通券
富锦县的下江银行发行的地方流通券

## 备注
1. ↑  旧址在今佳木斯市前进区中山街131号，以东北银行旧址之名列为佳木斯市文物保护单位。